# Pedoptila ubangiana
Pedoptila ubangiana is een vlinder uit de familie Himantopteridae. De wetenschappelijke naam van deze soort is voor het eerst geldig gepubliceerd in 1931 door Schultze.
De soort komt voor in tropisch Afrika.